# Gilching
Gilching é um município da Alemanha, no distrito de Starnberg, na região administrativa de Alta Baviera , estado de Baviera.